# Ateuk Lam Ura
Ateuk Lam Ura is een bestuurslaag in het regentschap Aceh Besar van de provincie Atjeh, Indonesië. Ateuk Lam Ura telt 483 inwoners (volkstelling 2010).